# Europees kampioenschap zaalhockey
Het Europees kampioenschap zaalhockey is een Europese zaalhockeycompetitie georganiseerd door de European Hockey Federation (EHF). Het toernooi vond voor zowel mannen als vrouwen voor het eerst plaats in 1974. Het toernooi vindt eens in de twee jaar plaats.
Het Duitse team is het meest succesvolste team in het kampioenschap voor mannen. Duitsland heeft alle kampioenschapschappen tussen 1974 en 2006 gewonnen. Bij de vrouwen is Duitsland ook het beste team. Ze hebben tussen 1974 en 2008 op een na alle kampioenschappen gewonnen.
Het Europees kampioenschap voor de mannen in 2010 in Almere was het enige kampioenschap waar Duitsland niet in de top 4 is geëindigd.

## Resultaten mannen
| Jaar | Gaststad        | Aantal teams | Kampioen       | Tweede plaats | Derde plaats | Vierde plaats |
| ---- | --------------- | ------------ | -------------- | ------------- | ------------ | ------------- |
| 1974 | Berlijn         | 6            | West-Duitsland | Nederland     | Zwitserland  | Schotland     |
| 1976 | Arnhem          | 6            | West-Duitsland | België        | Nederland    | Schotland     |
| 1980 | Zurich          | 7            | West-Duitsland | Nederland     | Schotland    | Engeland      |
| 1984 | Edinburgh       | 6            | West-Duitsland | Engeland      | Nederland    | Schotland     |
| 1988 | Wenen           | 6            | West-Duitsland | Frankrijk     | Oostenrijk   | Schotland     |
| 1991 | Birmingham      | 8            | Duitsland      | Engeland      | Schotland    | Polen         |
| 1994 | Bonn            | 8            | Duitsland      | Engeland      | Tsjechië     | Oostenrijk    |
| 1997 | Liévin          | 8            | Duitsland      | Tsjechië      | Denemarken   | Rusland       |
| 1999 | Slagelse        | 8            | Duitsland      | Polen         | Zwitserland  | Spanje        |
| 2001 | Luzern          | 8            | Duitsland      | Spanje        | Polen        | Frankrijk     |
| 2003 | Santander       | 8            | Duitsland      | Spanje        | Zwitserland  | Tsjechië      |
| 2006 | Eindhoven       | 8            | Duitsland      | Polen         | Spanje       | Zwitserland   |
| 2008 | Jekaterinenburg | 8            | Rusland        | Duitsland     | Oostenrijk   | Spanje        |
| 2010 | Almere          | 8            | Oostenrijk     | Rusland       | Nederland    | Spanje        |
| 2012 | Leipzig         | 8            | Duitsland      | Tsjechië      | Oostenrijk   | Nederland     |
| 2014 | Wenen           | 8            | Duitsland      | Oostenrijk    | Rusland      | Polen         |
| 2016 | Praag           | 8            | Duitsland      | Oostenrijk    | Rusland      | Tsjechië      |
| 2018 | Antwerpen       | 8            | Oostenrijk     | België        | Duitsland    | Polen         |
| 2020 | Berlijn         | 8            | Duitsland      | Oostenrijk    | Nederland    | Rusland       |
| 2022 | Hamburg         | 8            | Oostenrijk     | Duitsland     | Nederland    | Zwitserland   |

## Resultaten vrouwen
| Jaar | Gaststad        | Aantal teams | Kampioen       | Tweede plaats | Derde plaats | Vierde plaats |
| ---- | --------------- | ------------ | -------------- | ------------- | ------------ | ------------- |
| 1975 | Arras           | 7            | West-Duitsland | Nederland     | België       | Zwitserland   |
| 1977 | Brussel         | 5            | West-Duitsland | Nederland     | België       | Frankrijk     |
| 1981 | Berlijn         | 8            | West-Duitsland | Schotland     | Canada       | Engeland      |
| 1985 | Londen          | 8            | West-Duitsland | Nederland     | Engeland     | Schotland     |
| 1987 | Bad Neuenahr    | 8            | West-Duitsland | Nederland     | Engeland     | Ierland       |
| 1990 | Elmshorn        | 8            | West-Duitsland | Spanje        | Schotland    | Frankrijk     |
| 1993 | Londen          | 8            | Duitsland      | Engeland      | Spanje       | Schotland     |
| 1996 | Glasgow         | 8            | Engeland       | Duitsland     | Spanje       | Schotland     |
| 1998 | Ourense         | 8            | Duitsland      | Engeland      | Oostenrijk   | Schotland     |
| 2000 | Wenen           | 8            | Duitsland      | Rusland       | Tsjechië     | Schotland     |
| 2002 | Les Ponts-de-Cé | 8            | Duitsland      | Litouwen      | Frankrijk    | Oostenrijk    |
| 2004 | Eindhoven       | 8            | Duitsland      | Nederland     | Wit-Rusland  | Frankrijk     |
| 2006 | Eindhoven       | 8            | Duitsland      | Nederland     | Wit-Rusland  | Schotland     |
| 2008 | Almería         | 8            | Duitsland      | Wit-Rusland   | Nederland    | Schotland     |
| 2010 | Duisburg        | 8            | Oekraïne       | Spanje        | Duitsland    | Nederland     |
| 2012 | Leipzig         | 8            | Duitsland      | Wit-Rusland   | Polen        | Nederland     |
| 2014 | Praag           | 8            | Nederland      | Duitsland     | Polen        | Oostenrijk    |
| 2016 | Minsk           | 8            | Nederland      | Polen         | Wit-Rusland  | Duitsland     |
| 2018 | Praag           | 8            | Duitsland      | Nederland     | Wit-Rusland  | Tsjechië      |
| 2020 | Minsk           | 8            | Wit-Rusland    | Nederland     | Tsjechië     | Duitsland     |
| 2022 | Hamburg         | 8            | Duitsland      | Nederland     | Oekraïne     | Oostenrijk    |